# Kaisa Varis
Kaisa Maarit Varis, född 21 september 1975 i Ilomants, är en finländsk längdskidåkare och skidskytt som avslutat sin tävlingskarriär. I längdskidåkning tävlade hon i världscupen från 1995 till 2006. Hon vann två segrar på 54 starter. Mellan 2003 och 2005 var hon avstängd för doping. I skidskytte tävlade hon från 2006 fram till 2008, då hon ännu en gång fälldes för doping, vilket ledde till livstidsavstängning. Idrottens skiljedomstol beslöt dock att annullera livstidsavstängningen eftersom man hade gjort misstag när man analyserade B-provet.
Varis var med i OS 2002 i Salt Lake City där hennes bästa placering blev en fjärde plats på 15 km.
Varis var med i det finländska stafettlag vid VM 2001 i Lahtis som slutade tvåa men som senare diskvalificerades sedan Virpi Kuitunen blivit ertappad som dopad. Två år senare vid VM 2003 var det Varis som förstörde för det finska stafettlaget som ånyo blev tvåa men eftersom Varis befanns dopad blev laget av med silvermedaljen. Varis stängdes av i två år och kom tillbaka till världscupen efter avtjänat straff.
År 2006 övergick hon till skidskytte, där hon började tävla i världscupen från säsongen 2007/2008. Den 11 januari 2008 i tyska Ruhpolding lyckade hon med perfekt skytte vinna sin första världscupstävling. Hennes första säsong som skidskytt var väldigt ojämn och Varis placeringar i världscupen var som bäst etta och som sämst 75. 
Den 24 januari 2008 blev hon åter misstänkt för doping, då A-provet visade spår av otillåtna preparat. B-provet rapporterades som positivt den 31 januari. Den 11 februari 2008 fick den finska skidskytten livstidsavstängning av det Internationella skidskytteförbundet efter att ha testats positiv för erytropoietin tre gånger under sin karriär.